# 스타워즈: 클론 전쟁 (2008년 애니메이션)
《스타 워즈: 클론 전쟁》(Star Wars: The Clone Wars)은 루카스 필름의 자회사인 루카스 애니메이션과 루카스 애니메이션 싱가포르가 대만 외주제작사인 CGCG의 협력을 받아 제작한 3D 애니메이션 시리즈로, 2D 시리즈와 함께 《클론의 습격》 과 《시스의 복수》 사이인 BBY (야빈 전투 이전) 21~19년 사이의 이야기를 다뤘다. 새로운 팬덤 발굴을 위해 기획되었던 '스타 워즈 넥스트 제너레이션 프로젝트'의 일환으로 시작된 이 시리즈는 이미 제작된 클론 전쟁 2D 시리즈를 대체할 클론 전쟁기의 새로운 제다이들의 활약을 담아내게 될 것이다. 2005년 '스타워즈 셀러브레이션 III'에서 최초로 언급 되었고, 2007년 5월 8일 트레일러와 함께 정식 공개된 이 작품은, 스타워즈 팬을 자처하는 애니메이터인 《아바타: 아앙의 전설》감독 데이브 필로니가 극장판에 이어 제작 총감독을 맡았으며, 루카스와 캐서린 윈더가 시리즈 관련 사항을 총 지휘하고 있다. 2010년 7월 23일에는 기네스 북에 "현재 가장 높은 평점을 받고 있는 SF 애니메이션"으로 등재되었으며 2013년에는 에미상의 하위 수상식인 제 40회 '주간 에미상'에서 우수 애니 (특별부분) 작품상을 수상한 바 있다.
루카스는 시리즈 서두에 해당하는 극장판을 제외한 22분 분량의 에피소드 100화가 제작될 것이라 밝힌 바 있다. 하지만, 루카스와 필로니의 의중에 따라 프로젝트의 규모는 계속 확장되었으며, 이에 6시즌 일부 에피소드가 제작에 돌입하고 7시즌 까지의 대본 초안이 작성되던 도중, 2012년 10월에 루카스 필름이 디즈니 계열사가 되면서 시즌 5를 끝으로 시즌 종료를 선언하였다. 이에 카툰네트워크를 통해서는 시즌 5를 끝으로 방영을 종료하였으며, 이후 시리즈의 종영을 번복하여 2014년 3월 7일 현재 미국의 VOD 스트리밍 회사인 넷플릭스를 통해 이미 제작되고 있던 13개의 에피소드를 이전 시즌 에피소드들의 감독판과 함께 추가로 공개하였다.
2018년 7월 19일, 루카스 필름과 샌디에이고 코믹콘 인터내셔널에 의해 새로운 에피소드가 디즈니 스트리밍 서비스에서 2019년부터 공개되었다.

## 내용
3D 시리즈에서는 이때까지 한번도 등장한 적이 없는 아소카 타노라는 아나킨의 새 제자가 등장하여 아나킨과 함께 콤비를 이룬다. 물론 요다나 킷 피스토, 루미나라 언들리 같은 2D에서 다뤄진 제다이들이나 에일라 세큐라, 플로 쿤 등과 같은 3D에서 처음 등장하는 제다이들의 활약과 함께 아나킨과 파드메와의 사랑, 케드 베인과 같은 새로이 창조된 악당의 등장 등 이전의 2D 시리즈보다 많고 복잡한 이야기들을 옴니버스 형식을 빌려 담아내고 있다. 하지만, 그럼에도 각 이야기들은 나름의 유기적인 연관을 맺고 있는데, 예컨대 시즌 1 16화는 시즌 2 16화보다 나중에 일어난 사건이고, 시즌 3 3화는 시즌 1 1화와 19-21화의 사건들로 이어진다. 다만, 이와 같이 뒤죽박죽인 스토리라인이 감상에 방해가 된다는 팬들의 지적에 따라 시즌 3 10화부터 (시즌 2 14화 포함)는 클론전쟁 발발 1년 후로 시점을 바꾸어 12화부터는 시간 순서에 따른 연대기적 옴니버스로 이야기를 진행 한다고 제작진이 밝혔다.

### 주요 줄거리
크리스톱시스의 혼란스런 전장 속에서 새로이 보내진 아나킨의 제자 아소카 타노는 자존심 강하고 성급하지만, 활달하고 강한 제다이 수련생이다. 아나킨이 처음 아소카를 제자로 받아들일 때는 몹시 귀찮아하고 짜증을 냈고 아소카 역시 그의 스승의 말을 잘 듣지 않고 앞서나가고자 했지만, 많은 전투를 함께 치르며 두 사람은 서로 가까워지게 되고 서로에게 많은 것을 배우게 된다. 아나킨은 아소카를 통해 스승의 자리에 걸맞은 성숙함을 배우고, 아소카는 아나킨을 통해 제다이가 갖춰야 할 겸손과 지혜를 배운다. 하지만 전쟁으로 맺어진 그들의 관계는 격렬한 전쟁의 포화 안에서 결코 오래 지속될 수 없을 것이다. 과연 전쟁의 포화 속에서 아소카의 운명은 어떻게 될 것인가? 아나킨은 어떻게 타락해 갈 것인가? 그리고 클론전쟁의 향방은 어디로 흘러갈 것인가?

## 작품 정보

### 애니메이션 제작
제작에는 조지 루카스의 위임을 받은 데이브 필로니가 총 제작을 지휘하고 있으며, 일부 에피소드는 대만 CGCG사에 하청 제작하고 있다. 이 과정에서 2D 《클론 워즈》 제작진의 참여는 사실상 배제되었으며, 당시 캐릭터 디자이너였던 킬리언 플렁킷만이 3D 캐릭터 모델러로써 함께 참여하였을 뿐이다.

모델링에는 오토데스크 사의 소프트웨어와 마야가 쓰이고 있으며, 배경음악은 극장판의 음악을 담당했던 케빈 카이너가 시즌 1 대부분과 시즌 2-3의 일부 에피소드의 곡을 작/편곡하였고, 시즌 2부터는 다케시 프루카와가 카이너의 곡들을 이용하여 추가 음악을 작곡하였다. 사운드 디자인은 루카스 필름의 자회사인 스카이워커 사운드에서 맡은 가운데, 프리퀼 3부작의 사운드 디자인을 맡았던 매슈 우드가 총 책임을 맡았다.

### 캐스팅
극장판에서는 메이스 윈두 역의 새뮤얼 L. 잭슨과 두쿠 역의 크리스토퍼 리 등 다수의 프리퀼 출연 배우들이 목소리 배역으로 대거 출연 하였으나, TV 시리즈에서는 이들 배역의 성우는 전문 성우진이 맡게 되었다. 반대로 극장판에서는 등장하지 않았던 츄바카나 보바 펫, 콰이곤 진 역할 등의 경우, TV 시리즈에 등장하게 되면서 영화 6부작의 배역을 맡았던 배우들이 직접 더빙을 맡아주기도 했다. 영화 6부작과 《클론 전쟁》 극장판, 그리고 TV 시리즈 모두 목소리 배역이 일치하는 경우는 C-3PO 역의 앤서니 대니얼스, 그리버스 역과 모든 배틀 드로이드 소리를 맡았던 매슈 우드, 그리고 기계음인 R2-D2의 목소리 정도이다.

현재까지 미국에서 이 시리즈에 참여한 목소리 배우는 총 90여명에 달하며, 한국어 더빙판도 (공중파에서 방영되었던 시즌 1 기준) 27명이나 되는 성우진이 작품 더빙에 참여하였다. 따라서 아래 목록은 몇몇 핵심 인물만을 다루고 있다. (한국 더빙 성우 배역은 시즌 2까지의 자료에 근거함.)
| 주요 인물         | 주요 인물            | 주요 인물   | 비 주요 인물    | 비 주요 인물         | 비 주요 인물 |
| 역할              | 캐스팅 정보          | 캐스팅 정보 | 역할            | 캐스팅 정보          | 캐스팅 정보  |
| 역할              | 미국 오리지널        | 한국 더빙   | 역할            | 미국 오리지널        | 한국 더빙    |
| ----------------- | -------------------- | ----------- | --------------- | -------------------- | ------------ |
| 오프닝 나레이터   | 톰 케인              | 김종성      | 파드메 아미달라 | 캐서린 타버          | 정미숙       |
| 아나킨 스카이워커 | 맷 랜터              | 최원형      | C-3PO           | 앤서니 대니얼스      | 류다무현     |
| 아소카 타노       | 애슐리 엑스타인      | 이선영      | 자자 빙크스     | 아메드 베스트        | 이인성       |
| 오비완 케노비     | 제임스 아널드 테일러 | 장광        | 메이스 윈두     | 테런스 C. 카슨       | 김준         |
| 요다              | 톰 케인              | 노민        | 플로 쿤         | 제임스 아널드 테일러 | 정승욱       |
| 쉬브 팰퍼틴       | 이언 애버크롬비      | 장승길      | 렉스            | 디 브래들리 베이커   | 정승욱       |
| 두쿠              | 코리 버튼            | 온영삼      | 코디            | 디 브래들리 베이커   |              |
|                   |                      |             | 베일 오르가나   | 필 라마              |              |
| 그리버스          | 매슈 우드            |             |                 |                      |              |
| 아사즈 벤트리스   | 니카 퍼터먼          | 나수란      |                 |                      |              |
| 케드 베인         | 코리 버튼            |             |                 |                      |              |

### 방영과 홈 비디오 출시
시즌 1으로 방영될 예정이었던 몇몇 에피소드를 묶어낸 극장판이 2008년 8월 15일 (대한민국은 9월 4일) 초연된 뒤, 2008년 10월 3일 밤 9시 (동부 표준시) 에 시즌 1의 에피소드 1과 2를 묶어 미국의 카툰 네트워크에서 초연되었다. 첫 방송은 399만명이 시청한 것으로 집계되어 카툰 네트워크 프리미어 방송 사상 가장 높은 시청률을 기록했다. 이후 카툰네트워크의 성인 관람가 블록인 어덜트 스윔과 워너 계열의 드라마 채널인 TNT 채널에서도 방영되었으나, 이후 시청률 저조로 폐지되었다. 이후 2013년 2월 시즌 5의 방영을 끝으로 카툰네트워크에서는 방영이 더 이상 이뤄지지 않게 되었고 (다만, 2014년 초부터 어덜트 스웜 블록에서 새벽시간대에 방영을 다시 시작하였다) 시즌 5를 시작하기도 전에 이미 개발이 진행되고 있던 남은 에피소드들은 "시퀼 트릴로지 및 새로운 애니메이션 시리즈 제작을 위해 선택과 집중을 하는 차원에서" 무기한으로 방영을 연기하기로 결정을 내렸다가 2013년 데이브 필로니가 추가 공개의 가능성을 언급한 뒤로, 2014년 3월, 인터넷 기반 VOD 스트리밍 업체인 넷플릭스를 통해 마지막 13개의 에피소드를 기존 1-5 시즌의 감독판 에피소드들과 함께 독점 공개하기로 하였다.

국제사회에서는 아프리카를 제외한 전 대륙 50개 이상의 국가에서 한 시즌 이상이 방영된 바 있으며, 영국과 캐나다에서는 시즌 2-3의 일부 에피소드가 월드 프리미어로 방송되기도 하였다. 또한 독일의 슈퍼 RTL에서는 미국에서도 VOD로만 공개하는 시즌 6 컨텐츠를 독점으로 2014년 2월 15일부터 4주 일정으로 더빙 방영하는 기염을 토했으며, 영국 스카이 무비 프리미어 방송사에서는 시즌 3까지의 전 에피소드를 전 세계에서 유일하게 원본 비율인 2.35:1 비율로 방영하였던 바 있다. 한국에서는 2009년 2월 13일에 시즌 1의 첫 에피소드가 카툰 네트워크 코리아 채널을 통해 SD 더빙판으로 초연되었으며, 이후 지상파 EBS에서 HD로 재상연 되기도 하였다.

홈 비디오 매체로는 시즌 1-5가 DVD와 블루레이로 동시 출시되었다. 또한 시즌 1의 에피소드중 '멀레버런스 3부작' 과 '라이로스 3부작', 시즌 4-5의 '다스몰 4부작' 이 DVD로 묶여 발매되어있다. 모두 한국 발매는 이뤄지지 않았다.

## 논란
2003년부터 2005년까지 카툰 네트워크를 통해 방송되었던 2D판 《클론 워즈》와 본 시리즈는 스토리적 연관성이 전혀 없다. 비록 같은 세계관상 같은 시기의 내용을 다루고 있기는 하지만, 2D 시절 TV 시리즈와 코믹스, 소설 등으로 정립된 대부분의 설정을 새로 갈아 엎고 시작하는 시리즈인데다, 스토리라인이 전혀 다르게 전개되기 때문이다. 특히 클래식 시리즈와 프리퀼 시리즈에서 한번도 등장하지 않고 클론전쟁 극장판에서 처음 등장한 아소카의의 존재는 2D 시절의 클론전쟁과의 가장 큰 차이점이라 할 수 있다.

루카스측은 '한쪽 설정이 패러랠이 되는 경우는 없을 것이다'라고 말하며 2D 시리즈 보다는 조지 루카스가 직접 제작 총괄을 하고 있는 3D 시리즈를 상위 설정으로 인식하고, 이들 작품간의 충돌에 대처하고 있다. 에컨대 2D 시리즈에서 전쟁 막바지에 기사 작위를 받는 아나킨 스카이워커는 극장판을 통해 아소카를 제자로 들이게 되면서 승급 시기가 2년 이상 앞당겨 지게 되었고, 이 설정이 2D 시리즈의 설정을 대체하는 식이다. 이같은 원칙을 바탕으로 설정 관리자인 르랜드 치가 2010년 시즌 3 시작을 기점으로 설정 정리를 시작했으나, 시즌이 이어져 오면서 너무나 많은 설정들이 붕괴되어 붕괴 설정들이 어떻게 정리될지는 아직 미지수인 상태이다.

또다른 문제점은 《클론 전쟁》이 7세 이하 아동들을 타겟으로 제작 된 덕분에 이전 2D 시절의 다른 클론워즈 작품들처럼 깊이있는 내용을 담고 있지 못하다는 점이다. 이는 이미 2-30대를 훌쩍 넘긴 중년들이 기존 팬덤을 차지하고 있다는 점에서 새로운 팬덤 창출을 목표로 한다는 루카스의 취지와는 부합하지만, 대부분의 팬덤에서 '너무나 아동틱한' 이 작품을 수용하기 어렵다는 반증이기도 했다. 하지만 더욱 문제인 것은 루카스의 뒤쳐지는 각본실력과 함께 '서사시적 구성' 이 아닌 '옴니버스식 구성' 을 택함으로써 새로운 팬덤층인 아이들의 시선을 사로잡는 데에도 실패하였다는 점이다. 이에 루카스는 시즌 2부터는 성인들의 눈높이에 맞는 에피소드들도 다량으로 제작하기 시작했으나, 이 에피소드들 마저 성인용도 아니고 아동용도 아닌 어정쩡한 형태로 나타나면서 팬덤과 방송사 시장의 철저한 외면으로 이어지게 되었다.